# Autophila plattneri
Autophila plattneri là một loài bướm đêm trong họ Erebidae.